# Richard von Bergmann (General)
Richard Emil Bergmann, seit 1864 von Bergmann (* 9. Januar 1819 in Erfurt; † 3. September 1877 in List) war ein preußischer Generalleutnant und Inspekteur der 3. Feldartillerie-Inspektion.

## Leben

### Herkunft
Richard war ein Sohn des Kriegs- und Domänenrats Theodor Bergmann (1768–1826) und dessen zweiter Ehefrau Wilhelmine, geborene Werdermann (* 1788). Nach dem Tod des Vaters zog seine Mutter nach Liegnitz, wo sein Onkel, der Professor Werdermann, Rektor des Gymnasiums der Ritterakademie war. Er hatte noch zwei Brüder die ebenfalls bei der Artillerie dienten. Sein Neffe Julius von Bergmann (1834–1908) wurde General der Infanterie und im Jahr 1887 in den Adelsstand erhoben.

### Militärkarriere
Bergmann besuchte das Gymnasium in Liegnitz und trat am 11. Januar 1836 als Kanonier in die 5. Artillerie-Brigade der Preußischen Armee ein. Vom 1. Oktober 1836 bis zum 30. September 1839 absolvierte er die Vereinigte Artillerie- und Ingenieurschule und avancierte zwischenzeitlich zum aggregierten Sekondeleutnant. Am 7. Januar 1840 wurde Bergmann mit Patent vom 1. Oktober 1838 als Artillerieoffizier in die 5. Artillerie-Brigade einrangiert. Zur weiteren Ausbildung besuchte er ab Oktober 1842 für drei Jahre die Allgemeine Kriegsschule. In der Zeit war er für drei Monate zum Kaiser Franz Grenadier-Regiment sowie für zwei Monate zum 5. Pionier-Abteilung kommandiert.
Ab dem 1. Oktober 1845 war Bergmann als Examinator für französische Sprache bei der Examinationskommission für Portepeefähnriche der 9. und 10. Division tätig und stieg im Jahr darauf zum Brigadeadjutanten auf. 1850 erfolgte seine Versetzung in die Topographische Abteilung des Großen Generalstabs. Während der Mobilmachung in der Herbstkrise 1850 war er vom 1. November 1850 bis zum 1. Februar 1851 als Generalstabsoffizier bei der 20. Infanterie-Division. Am 20. November 1851 zum Premierleutnant befördert, war er 1853/55 als Regimentsadjutant tätig und wurde in dieser Eigenschaft am 20. Mai 1854 Hauptmann. Am 1. Februar 1856 wurde er Kompaniechef und am 1. Dezember 1856 Batteriechef. Anschließend wurde er am 3. Juni 1858 in den Generalstab der 5. Division versetzt und am 2. November 1858 zum Major befördert. Bei der Mobilmachung anlässlich des Sardinischen Krieges wurde Bergmann am 19. November 1859 wieder Generalstabsoffizier der 5. Division. Am 3. Januar 1862 kam er in den Großen Generalstab und im Sommer 1862 kommandierte man ihn zu Erkundungszwecken nach Bayern und Tirol sowie weiter nach Frankreich und in die Schweiz. 1862/63 war er kurzzeitig als Lehrer an der Kriegsschule tätig und unterrichtete Kriegsgeschichte. Wiederholt wurde er vom Chef des Generalstabs General von Moltke zur Erkundung ins Ausland geschickt und konnte alle Aufträge zur Zufriedenheit erfüllen. Am 5. März 1863 trat er mit der Ernennung zum Kommandeur der III. Abteilung der Artilleriebrigade Nr. 3 in den Truppendienst zurück und rückte Mitte März 1863 zum Oberstleutnant auf.
Während des Krieges gegen Dänemark war Bergmann 1864 Kommandeur der Artillerie der 6. Division, mit der er an den Kämpfen bei Lehmsiek, Windbye, Eckernförde, Missunde, Wielhoi sowie dem Sturm auf die Düppeler Schanzen und dem Übergang nach Alsen teilnahm. Für sein „tapferes Verhalten vor dem Feind“ wurde er am 10. März 1864 durch König Wilhelm I. in den erblichen preußischen Adelsstand erhoben und am 7. Juni 1864 mit dem Orden Pour le Mérite ausgezeichnet. Für Alsen erhielt er eine Belobigung und den Orden der Eisernen Krone II. Klasse mit Kriegsdekoration.
Am 26. August 1864 beauftragte man ihn mit der Wahrnehmung der Geschäfte als Chef des Generalstabes der Generalinspektion der Artillerie. Zugleich war Bergmann ab dem 25. Februar 1865 auch Mitglied einer Kommission zur Beurteilung der Preisaufgaben für Artillerieoffiziere sowie ab dem 28. Februar 1865 auch stimmführendes Mitglied des General-Artillerie-Komitee. Er wurde am 18. April 1865 zum Chef des Generalstabes der Generalinspektion der Artillerie ernannt und am 8. Juni 1866 zum Oberst befördert. Während des Deutschen Krieges befand Bergmann sich 1866 im Großen Hauptquartier und erhielt nach dem Friedensschluss am 20. September 1866 den Roten Adlerorden IV. Klasse mit Schwertern. Unter Stellung à la suite wurde er am 2. Mai 1868 zum Kommandeur der 1. Artillerie-Brigade ernannt, Mitte September 1869 mit dem Kronen-Orden II. Klasse ausgezeichnet und am 26. Juli 1870 zum Generalmajor befördert.
Während des Deutsch-Französischen Krieges war er Kommandeur der Artillerie des I. Armee-Korps. Er erwarb sich bei Colombey das Eiserne Kreuz II. Klasse, nahm an der Schlacht bei Noisseville, der Belagerung von Metz sowie den Gefechten bei Flanville, Bellecroix, Sevigny, Villers l'Ormes, Vantoux, Lauvallier, Grand-Touronne, Moulineaux und La Londe teil. Für sein Wirken in der Schlacht bei Amiens erhielt er am 18. Oktober 1870 das Eiserne Kreuz I. Klasse. Vom 31. Dezember 1870 bis zum 8. Januar 1871 war er dann Führer der 1. Infanterie-Division.
Er wurde am 11. Februar 1871 mit dem mecklenburgischen Militärverdienstkreuz I. Klasse ausgezeichnet und am 23. Mai 1871 wieder als Kommandeur in die 1. Artillerie-Brigade versetzt. Beim 100-jährigen Jubiläum des Feldartillerie-Regiments Nr. 1 am 28. Juli 1872 wurde er mit dem Roten Adlerorden II. Klasse mit Eichenlaub und Schwertern am Ringe ausgezeichnet. Er erhielt am 26. Oktober 1872 das Kommando der 1. Feldartillerie-Brigade. Er wurde am 6. Januar 1874 Inspekteur der 3. Artillerie-Inspektion und am 9. Juni 1874 Inspekteur der 3. Feldartillerie-Inspektion. Am 18. Januar 1875 wurde er zum Generalleutnant befördert und während des Großen Herbstmanövers des IX. Armee-Korps zum Schiedsrichter ernannt. Anlässlich des Ordensfestes erhielt Bergmann im Januar 1877 den Stern zum Roten Adlerorden II. Klasse mit Eichenlaub und Schwertern am Ringe. Während eines Erkundungsrittes verstarb er am 3. September 1877 in dem Dorf List bei Hannover.
Im Schreiben zu seinem Pour le Mérite schrieb Generalleutnant von Manstein: „War am 18.4.1864 mir als Artillerieoffizier beigegeben. Unter seinem Befehl standen 4 Feldbatterien, welche er nach Erstürmung der Schanzen so zweckentsprechend ins Gefecht brachte, daß dadurch das heftige feindliche Gescützfeuer von Alsen her und aus den Brückenköpfen paralysiert wurde.“

### Familie
Bergmann heiratete am 6. November 1848 in Posen Luise Ordelin (1827–1915). Das Paar hatte mehrere Kinder:
- Richard (* 1851; † 29. Oktober 1906), preußischer Major a. D. ⚭ 1882 Louise von Korn (* 1861), Tochter von Heinrich von Korn
- Friedrich (* 1854), preußischer Hauptmann
- Kurt (* 1859)
- Marie (* 1863)